# Isabella Blow
Pour les articles homonymes, voir Blow.
Isabella Blow, née Isabella Delves Broughton le 19 novembre 1958 à Marylebone et morte le 7 mai 2007 à Gloucester, est une journaliste anglaise de mode. 
Considérée comme étant la muse du modiste Philip Treacy (en), elle lance la carrière du créateur de mode Alexander McQueen dans les années 1990, ainsi que la carrière des mannequins Stella Tennant ou Sophie Dahl. John Galliano est profondément touché par son suicide en 2007. Elle reste également connue pour ses tenues et chapeaux excentriques.

## Biographie
Isabella, issue d'une famille aristocratique sans fortune du Nord-Ouest de l'Angleterre, est née d'Helen Mary Shore, avocate, et de Sir Evelyn Delves Broughton (†1993), 12e baronnet Broughton et officier supérieur du Royal Army Service Corps (en). Son grand père est Sir Jock Delves Broughton, inspiration d'un des personnages du film américano-britannique Sur la route de Nairobi ; quant à sa grand-mère, lady Broughton (née Vera Edyth Griffith-Boscawen), c'est elle qui lui donne dès son enfance le goût des beaux vêtements. Elle grandit avec ses deux sœurs et son petit frère John dans le Cheshire. Mais à cinq ans, elle assiste à la noyade de ce dernier dans la piscine de la famille alors qu'elle était censée le surveiller. À la suite de ce décès, les parents se déchirent durant une dizaine d'années et au début des années 1970, ils finissent par divorcer ; elle vit alors avec son père qu'elle apprécie peu, et la nouvelle femme de celui-ci demande à Isabella de partir. À l'adolescence, elle fait une partie de sa scolarité à la Heathfield school à Ascot. Plus tard, Isabella Delves Broughton arrive à Londres et enchaîne divers petits boulots.
Quelques années plus tard, Isabella Delves Broughton se rend à New York et partage un logement avec Catherine Oxenberg. Elle suit des études d’art chinois à l’université Columbia. Plusieurs mois plus tard, elle débute dans la mode chez Guy Laroche alors immigré au Texas puis au début des années 1980 revient à New York. Son ami Bryan Ferry la présente pour prendre un poste d'assistante d'Anna Wintour au Vogue US puis de André Leon Talley. « J’ai menti de manière éhontée dans mon CV. […] Le monde de la mode est fait pour moi » dit-elle avec sarcasme. Ses tenues totalement excentriques et quotidiennement renouvelées font sensation au sein du magazine américain. Son travail lui ouvre des portes et elle fait la connaissance d'Andy Warhol, Roy Lichtenstein ou Jean-Michel Basquiat. Elle se marie avec l'Américain Nicholas Taylor ; leur relation dure deux années.
De retour en Grande-Bretagne, Isabella devient éditrice à Tatler avec Michael Roberts (en) puis débauchée par Liz Tilberis, au British Vogue ou encore au magazine Sunday Times Style,.
Elle se marie une seconde fois en 1989 à la cathédrale de Gloucester, avec Detmar Blow qu'elle a rencontré peu avant, petit-fils de l'architecte homonyme. Elle arrive vêtue pour son mariage d'une robe violette de Nadia Lavalle ainsi que d'un chapeau de Philip Treacy, alors encore étudiant-modiste au Royal College of Art qu'elle a croisé au magazine Tatler. Ce chapeau marque le début de leur collaboration. Dans les années qui suivent ce mariage, le couple Blow alterne séparations et réconciliations.
Habituée des premiers rangs des défilés et des pages mondaines de la presse, Isabella Blow se trouve à Central Saint Martins en 1992 pour voir les défilés de fin d’année des étudiants ; c'est là qu'elle rencontre Lee Alexander McQueen : elle lui achète à crédit toute sa collection pour 5 000 £ et l'héberge à Belgravia où elle vit avec son mari. Alors mécène, elle fait tout son possible pour promouvoir le jeune styliste, portant ses créations, les présentant à son carnet d'adresses, les faisant publier dans la presse. Elle est, durant cette période, en poste au British Vogue. Pourtant malgré la complicité qui les unit, plus la renommée du styliste grandit, plus McQueen s'éloigne de Blow, à qui il doit beaucoup, ne supportant plus que sa carrière soit systématiquement associée au nom de la journaliste. Lorsqu'il signe chez Givenchy avec LVMH, il n'accorde même pas un contrat à Blow.

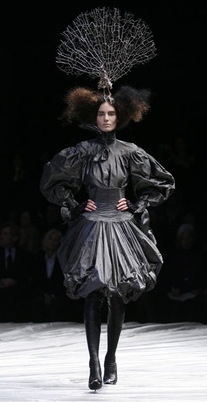
Création 2008 Alexander McQueen, The girl who lived in the tree, chapeau Philip Treacy.

À la fin des années 1990, elle influence fortement le mouvement Cool Britannia qui au-delà de la musique voit aussi l'émergence d'une mode anglaise totalement nouvelle. Elle travaille avec les créateurs Julien Macdonald et Hussein Chalayan et pousse les carrières de la jeune Stella Tennant qui devient sa « protégée », la présentant à son futur mentor Steven Meisel, puis de Sophie Dahl ou Honor Fraser (en). Mais tout cela ne lui apporte pas la fortune ; Daphne Guinness précise que « tous, autour d’elle, décrochaient des contrats et elle se retrouvait avec juste une robe gratuite. » Dépensière, même son rôle de consultante pour Swarovski, pour lequel elle remet la marque au premier plan, lui laisse peu tout comme sa mission pour DuPont. Dans les années 2000, elle multiplie les expériences professionnelles, étant partie prenante d'expositions d'art, faisant un caméo dans le film La Vie aquatique, ou participant à la conception artistique d'une série de livres. En 2002, le Design Museum lui consacre une exposition conjointe, When Philip Met Isabella, treize ans après sa rencontre avec le modiste ; par la suite, cette exposition est visible dans plusieurs musées Guggenheim du monde. Quelque temps auparavant, à son initiative dit-elle, Alexander McQueen passe dans le Gucci Group mais elle est mise à l'écart de la transaction par le créateur.
Même si la mode lui sert finalement de thérapie,, elle est hospitalisée en 2003 puis 2006 pour soigner sa dépression et tente de se suicider plusieurs fois : elle se jette d'un pont à Londres ou avale des médicaments. Elle meurt le 7 mai 2007, après une septième tentative de suicide le jour précédent, en avalant du désherbant,. N'ayant pas expliqué son geste, nombre d'hypothèses son avancées pour expliquer son suicide : de plus en plus dépressive, sans enfant et n'ayant jamais voulu adopter, avec des ennuis d'argent, atteinte d'un cancer de l'ovaire, etc.
Pour son enterrement huit jours après, toutes les femmes portent des chapeaux. Sa mort marque profondément Galliano, après celle de son assistant Steven Robinson, et le couturier s’effondre peu à peu. Trois mois plus tard, Alexander McQueen dédie à Isabella sa collection « La Dame bleue », printemps-été 2008 ; il finira par se suicider lui aussi trois ans plus tard. Fin 2010, un projet de biopic est évoqué. Sur l’impulsion de Daphne Guinness qui a acheté la totalité de la garde-robe de Blow aux enchères, une rétrospective, Isabella Blow: Fashion Galore! a lieu à la Somerset House en 2013 en partenariat avec la Isabella Blow Foundation et l'école Central Saint Martins.
« Incarnation de l’excentricité anglaise » disposant d'un regard unique sur les créations les plus folles de ses compatriotes, elle est une icône de mode durant trois décennies,,,,. Le Time la cite comme l'une des 100 icônes de la mode. Le British Fashion Council créé une récompense intitulée « Isabella Blow Award for Fashion Creator ».